# 燕孝公
燕孝公（？—前455年），一作燕考公，是中國春秋時代後期至戰國時代初期燕國的君主，继燕前簡公之位。
在位38年卒，由燕成公即位。
《史記·燕召公世家》中燕孝公之前还有燕献公，为前492年至前470年在位。